# Agnes de Mille
Agnes de Mille, nata Agnes George de Mille (New York, 18 settembre 1905 – New York, 7 ottobre 1993), è stata una ballerina e coreografa statunitense.

## Biografia
Agnes de Mille nacque in una famiglia di tradizione teatrale e cinematografica. Suo padre era William C. deMille, famoso regista e fratello del celebre Cecil B. DeMille. Anche i suoi nonni paterni, Henry Churchill De Mille e Matilda Beatrice Samuel erano legati al mondo del teatro: il nonno era un noto commediografo, la nonna una conosciuta agente teatrale, oltre che sceneggiatrice e produttrice. All'inizio, Agnes avrebbe voluto intraprendere la carriera di attrice, ma ne fu sconsigliata perché era ritenuta non sufficientemente graziosa per lo schermo.
Dopo aver trascorso l'infanzia a Hollywood, decise quindi di studiare come ballerina e si trasferì a Londra, dove, dal 1932 al 1938, frequentò i corsi di danza del Ballet Rambert.
Tornata in patria, a New York nel 1940 fu tra i soci fondatori dell'odierno American Ballet Theatre e creò il suo primo balletto Black Ritual.
Dopo aver ideato il balletto Tre Vergini e un Diavolo, tratto da un racconto di Giovanni Boccaccio, nel 1942 fu invitata al Ballet Russe de Monte Carlo per il balletto Rodeo. Negli anni seguenti la de Mille curò la coreografia di molti musical da Oklahoma! (1943) a Bloomer Girl (1944), da Carousel (1945) a Brigadoon (1947), fino a Gli uomini preferiscono le bionde (1949) e Paint Your Wagon (1951).
Al 1953 risale la fondazione dell'Agnes de Mille Dance Theatre.
Tra i suoi scritti si ricordano: Per una giovane ballerina (1962), Il libro della Danza (1963) e Speak to Me, Dance with Me (1973).

## Premi e riconoscimenti
Ricevette vari prestigiosi premi tra cui un Tony Award e un Drama Desk Special Award (1986). Nello stesso anno fu insignita della National Medal of Arts.